# Heliconius cydno
Heliconius cydno is een vlinder uit de familie Nymphalidae. De wetenschappelijke naam werd in 1847 gepubliceerd door Edward Doubleday. De soort komt voor van Colombia en Ecuador tot in Mexico.

## Ontwikkeling
De vrouwtjesvlinders leggen per waardplant één ei. Het larvale stadium duurt twee tot drie weken, waarna de rups verpopt. Het duurt acht tot twaalf dagen voordat er een volwassen vlinder uit de pop kruipt. Mannetjesvlinders hebben op hun achterste vleugels kliertjes, die feromonen kunnen uitscheiden. Hiermee kunnen ze vrouwtjes veroveren.

## Leefwijze
De volwassen vlinders voeden zich met nectar van planten uit de geslachten Lantana, Psiguria en Gurania. 

## Waardplanten
Waardplanten voor de rupsen zijn de meeste soorten passiebloemen, maar bij voorkeur Passiflora biflora en Passiflora vitifolia.

## Ondersoorten
- Heliconius cydno cydno
- Heliconius cydno alithea Hewitson, 1869
- Heliconius cydno barinasensis Masters, 1973[1]
  - holotype: "male. 5.II.1968. leg. J.H. Masters"
  - instituut: CM, Pittsburgh, Pennsylvania, USA
  - typelocatie: "Venezuela, Barinas, Barinitas to Santo Domingo Road, 1000 m"
- Heliconius cydno chioneus Bates, 1864
- Heliconius cydno cordula Neustetter, 1913
- Heliconius cydno cydnides Staudinger, 1885
- Heliconius cydno gadouae Brown & Fernández Yépez, 1985[2]
  - holotype: "male. 18.I.1976, J. Salcedo & K. Brown"
  - instituut: IZA, Universidad Central de Venezuela, Maracay, Aragua, Venezuela
  - typelocatie: "Venezuela, Quebrada La Chacona, 4 kms al norte de San Juan de Colón, Táchira, 700 m"
- Heliconius cydno galanthus Bates, 1864
- Heliconius cydno hermogenes Hewitson, 1858
- Heliconius cydno lisethae Neukirchen, 1995
- Heliconius cydno pachinus Salvin, 1871
- Heliconius cydno wanningeri Neukirchen, 1991[3]
  - holotype: "male. 5.VIII.1978. leg. R. Wanninger"
  - instituut: MfNB, Berlin, Duitsland
  - typelocatie: "Kolumbien, Santander, Contratación, 1700 m"
- Heliconius cydno weymeri Staudinger, 1897
- Heliconius cydno zelinde Butler, 1869